# Didymoglossum
Didymoglossum är ett släkte av hinnbräkenväxter. Didymoglossum ingår i familjen Hymenophyllaceae.

## Bildgalleri

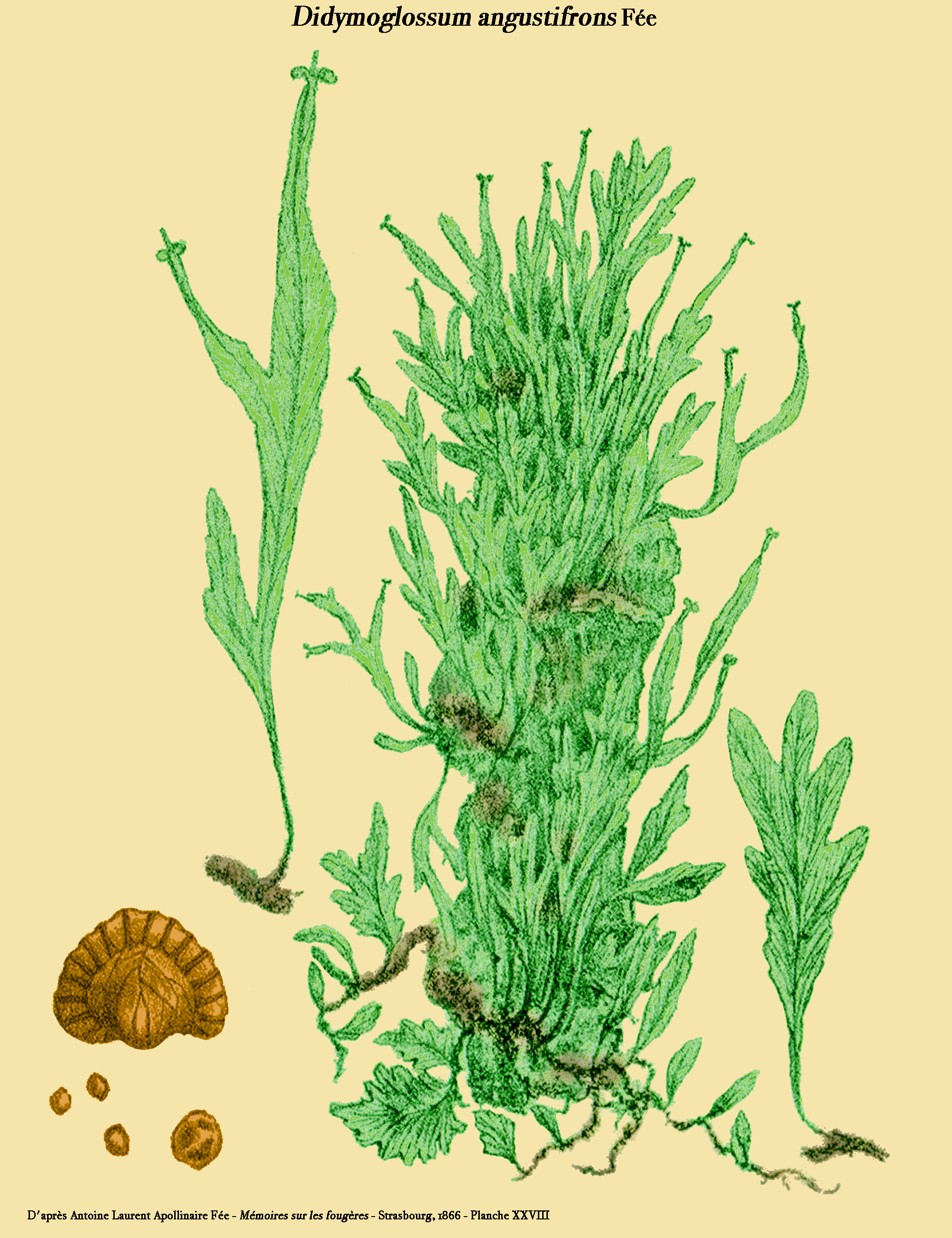
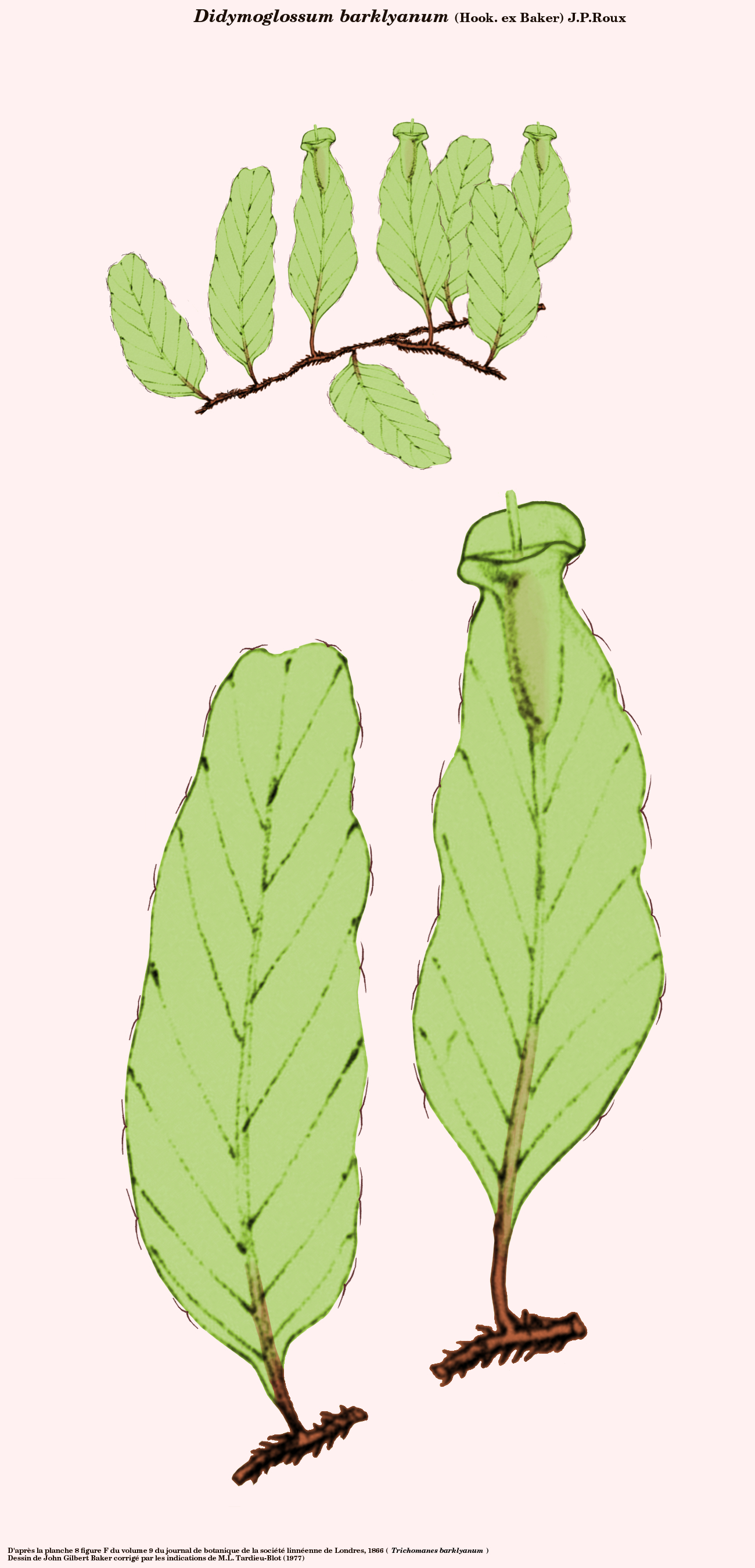
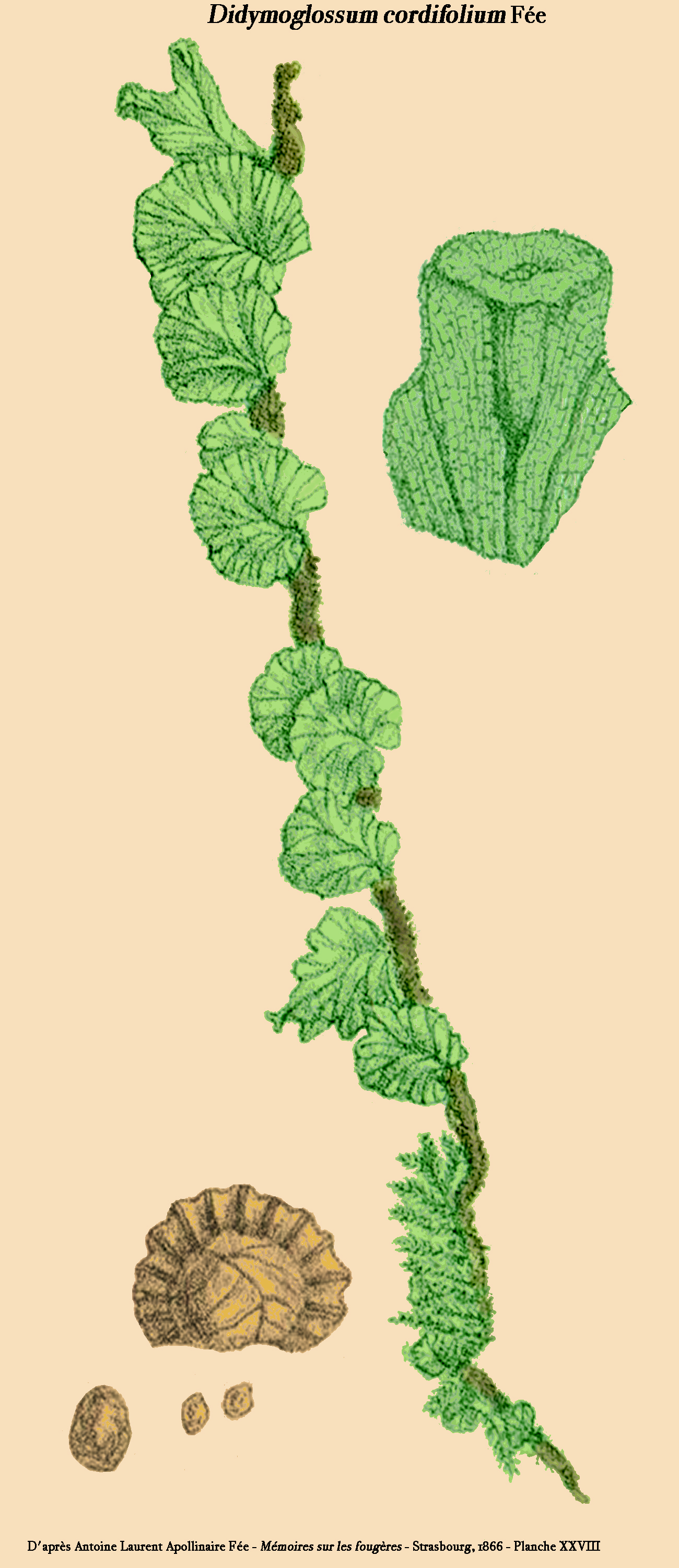
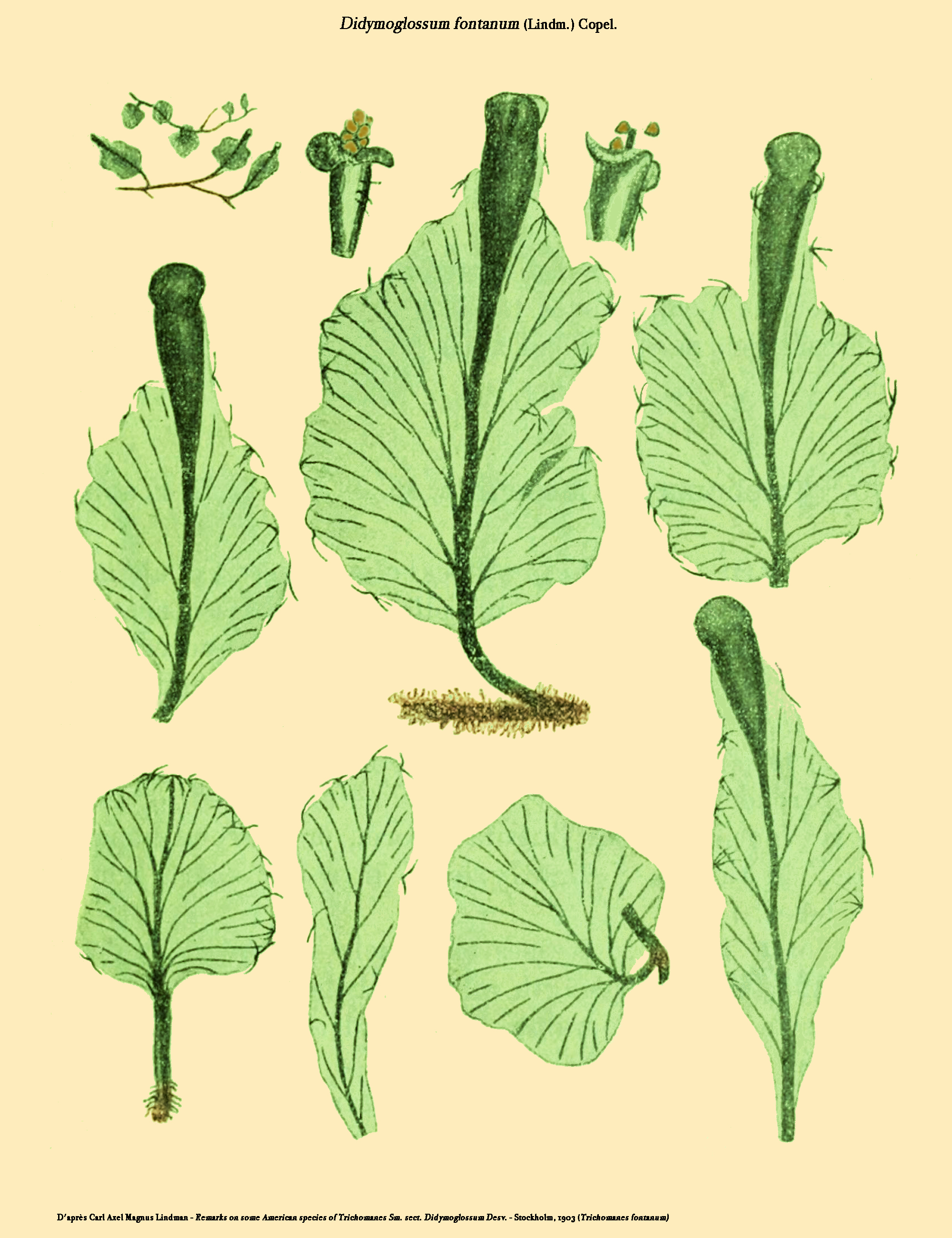
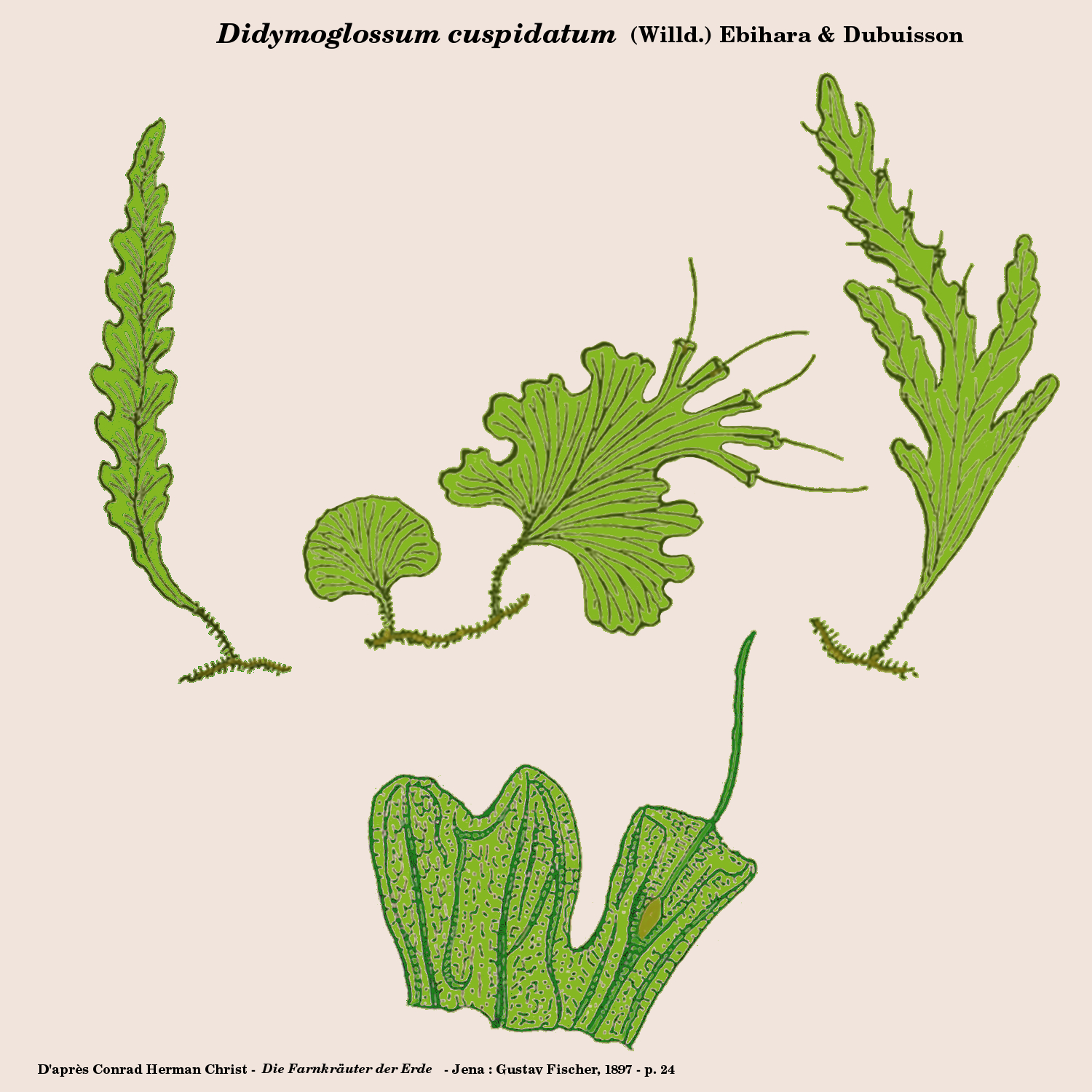
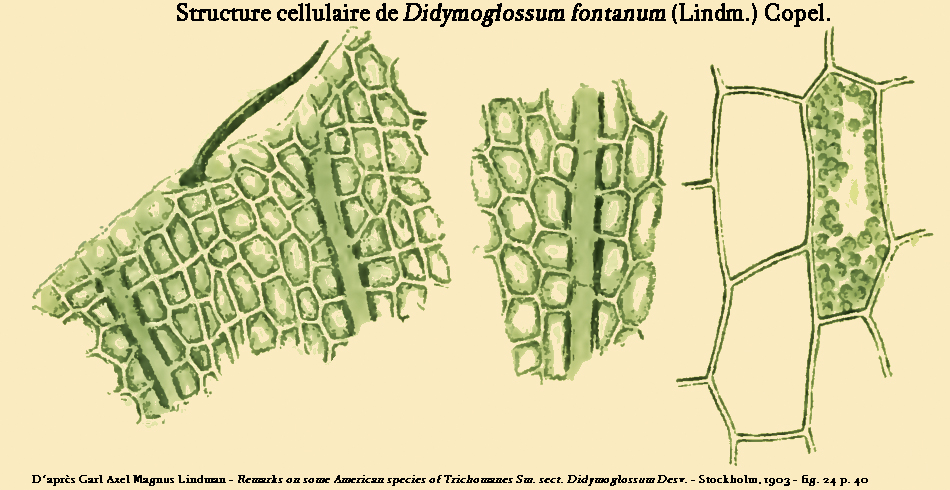

## Dottertaxa tillDidymoglossum, i alfabetisk ordning[1]
- Didymoglossum angustifrons
- Didymoglossum ballardianum
- Didymoglossum barklyanum
- Didymoglossum benlii
- Didymoglossum bimarginatum
- Didymoglossum bucinatum
- Didymoglossum caluffii
- Didymoglossum chamaedrys
- Didymoglossum curtii
- Didymoglossum cuspidatum
- Didymoglossum ekmanii
- Didymoglossum erosum
- Didymoglossum exiguum
- Didymoglossum falsinervulosum
- Didymoglossum fontanum
- Didymoglossum fulgens
- Didymoglossum godmanii
- Didymoglossum gourlianum
- Didymoglossum henzaianum
- Didymoglossum hildebrandtii
- Didymoglossum hymenoides
- Didymoglossum kapplerianum
- Didymoglossum kirkii
- Didymoglossum kraussii
- Didymoglossum lehmannii
- Didymoglossum lenormandii
- Didymoglossum liberiense
- Didymoglossum lineolatum
- Didymoglossum lorencei
- Didymoglossum melanopus
- Didymoglossum membranaceum
- Didymoglossum micropubescens
- Didymoglossum mindorense
- Didymoglossum mosenii
- Didymoglossum motleyi
- Didymoglossum nummularium
- Didymoglossum ovale
- Didymoglossum petersii
- Didymoglossum pinnatinervium
- Didymoglossum punctatum
- Didymoglossum pusillum
- Didymoglossum pygmaeum
- Didymoglossum reptans
- Didymoglossum rhipidophyllum
- Didymoglossum rotundifolium
- Didymoglossum sinuatum
- Didymoglossum sublimbatum
- Didymoglossum tahitense
- Didymoglossum wallii
- Didymoglossum varians
- Didymoglossum wesselsboeri
- Didymoglossum viridans